# Касселл, Оллан
Оллан Конли Касселл (англ. Ollan Conley Cassell; род. 5 октября 1937, Nickelsville, Виргиния) — американский легкоатлет, который специализировался в беге на короткие дистанции.

## Биография
Олимпийский чемпион в эстафете 4×400 метров (1964).
На Олимпиаде 1964 года также участвовал в беге на 400 метров, однако остановился на полуфинальной стадии.
Чемпион (в эстафетах 4×100 и 4×400 метров) и серебряный призёр (в беге на 200 метров) Панамериканских игр (1963).
Чемпион США в беге на 220 ярдов (1957) и 440 ярдов (1965).
Экс-рекордсмен мира в эстафете 4×400 метров.
После завершения спортивной карьеры работал техническим и исполнительным директором Любительского спортивного союза и Федерации лёгкой атлетики США.
Вице-президент ИААФ (1984—1999).